# Phytoseius rachelae
Phytoseius rachelae är en spindeldjursart som beskrevs av Swirski och Shechter 1961. Phytoseius rachelae ingår i släktet Phytoseius och familjen Phytoseiidae. Inga underarter finns listade i Catalogue of Life.